# Alicia Arango
Alicia Arango   (Cartagena de Indias, octubre 1958) és una política i empresària colombiana, que va ser ministra de l'Interior i ministra de Treball de Colòmbia. Anteriorment va ser secretària privada de la Casa de Nariño del president Álvaro Uribe i ambaixadora del país davant les Nacions Unides a Ginebra.

## Biografia
Alicia Arango va estudiar administració d'empreses al College of Advanced Management Studies a Bogotà i l'especialització en administració pública a la Universitat dels Andes. Va ser la cap de gabinet i després subdirectora de gabinet de Coldeportes, i més tard va ser nomenada subdirectora de l'Institut d'Administració de Colòmbia. Arango va ser assessora d'Adelina Covo quan va ser ministra d'Educació de Colòmbia el 1995, i de 1997 a 1998 Arango va ser delegada dels departaments de Cesar i Cundinamarca (respectivament) abans de l'Institut colombià del benestar familiar, també mentre Covo era responsable d'aquella entitat.
Durant el primer mandat d'Enrique Peñalosa com a alcalde de Bogotà, Arango va ser el director de l'Institut de Districte de Recreació i Esports de la ciutat.
Arango va ser nomenada per substituir Angelino Garzón com a ambaixadora de Colòmbia a les Nacions Unides, ocupant el seu càrrec el 9 de juny de 2010.
El juliol de 2015, Arango va ser nomenat director del Partit del Centre Democràtic, fundat el 2013 per Álvaro Uribe.